# Cypress X Rusko
Cypress x Rusko EP 01 – pierwszy minialbum hip-hopowej grupy Cypress Hill i producenta muzycznego Christophera Mercera, znanego pod pseudonimem Rusko. Album składa się z pięciu utworów; wydano jednego singla. Gościnnie pojawili się Travis Barker, Damian Marley i Young De.

## Lista utworów
1. "Lez Go" - 2:54
2. "Roll It, Light It" - 3:06
3. "Shots Go Off" - 3:01
4. "Can't Keep Me Down" (feat. Damian Marley) - 3:22
5. "Medicated" (feat. Young De aka Demrick) - 3:53